# Крамаренко Петро Павлович
Крамаренко Петро Павлович (25 червня 1873, Київ — 16 вересня 1944, Харбін) — офіцер російської армії, учасник Білого руху.

## Життєпис
Народився у Києві, закінчив київську гімназію та Чугуївське піхотне училище. Брав участь у російсько-японській війні 1904—1905 років (оборона Порт-Артура), у боях був контужений. 
Під час Першої світової війни командував полком, потім дивізією.
З 18.07.1917 р. до січня 1918 р — в. о. начальника 104-ї (1-ї Української) дивізії 1-го Українського корпусу.
Після більшовицького перевороту взяв активну участь в білому русі, спочатку в лавах Добровольчої армії, потім — у армії Колчака. За участь у «Сибірському льодовому поході» нагороджений орденом.
Після розгрому емігрував у Маньчжурію, де до смерті працював на КСЗ (Китайській Східній Залізниці).